# Вутон, Элмер Оттис
Элмер Оттис Вутон (англ. Elmer Ottis Wooton или англ. Elmer Otis Wooton, 19 сентября 1865 — 20 ноября 1945) — американский ботаник, профессор биологии, профессор химии и ботаники.

## Биография
Элмер Оттис Вутон родился в штате Индиана 19 сентября 1865 года.
В 1890 году Элмер Оттис был профессором химии и ботаники в New Mexico State University. В 1890—1911 годах Вутон был профессором биологии в New Mexico State College. В 1910 году он был помощником куратора в Национальном гербарии. С 1911 по 1935 год Вутон работал в Министерстве сельского хозяйства США. Он внёс значительный вклад в ботанику, описав множество видов растений.
Элмер Оттис Вутон умер в округе Арлингтон 20 ноября 1945 года.

## Научная деятельность
Элмер Оттис Вутон специализировался на семенных растениях.

## Некоторые публикации
- Elmer Ottis Wooton. 1925. Dry farming in western Kansas: a study of 135 farms in Sherman, Thomas, and Finney Counties, farm year 1922: a preliminary report. Editor USDA, Bureau of Agricultural Economics, 51 pp.
- Elmer Ottis Wooton. 1924. Dry farming in eastern Colorado: a study of 151 farms in Lincoln and Washington Counties, farm year 1922: a preliminary report. Editor USDA, Bureau of Agricultural Economics, 70 pp.
- Elmer Ottis Wooton. 1916. Carrying capacity of grazing ranges in Southern Arizona. Editor Gov. Pr. Office. 40 pp.
- Elmer Ottis Wooton, Paul Carpenter Standley. 1915. The ferns of New Mexico. Edición reimpresa de Am. Fern J. 32 pp.
- Elmer Ottis Wooton. 1913. Trees and shrubs of New Mexico. Editor Republican, 159 pp.
- Elmer Ottis Wooton. 1908. The range problem in New Mexico. Nº 66 de Bulletin. Editor New Mexico College of Agr. and Mechanic Arts, Agr. Experiment Sta. 46 pp.
- Elmer Ottis Wooton. 1904. Native ornamental plants of New Mexico. Editor New Mexican Print. Co. 40 pp.
- Elmer Ottis Wooton. 1896. Some New Mexico forage plants. Nº 18 de Bulletin. Editor New Mexico College of Agr. and the Mechanic Arts, 38 pp.
- Elmer Ottis Wooton. 1895. Russian thistle. Nº 16 de Bulletin. Editor New Mexico College of Agr. and Mechanic Arts, 20 pp.
- Elmer Ottis Wooton. 1894. New Mexico weeds. Nº 1 y 13 de Bulletin. Editor New Mexico College of Agr. and the Mechanic Arts, 36 pp.

## Почести
Роды растений Wootonella Standl. и Wootonia Greene были названы в его честь.
В его честь были также названы следующие виды растений:
- Cheilanthes wootonii Maxon[7]
- Matelea wootonii (Vail) Woodson[8]
- Sideranthus wootonii Standl.[9]
- Xanthium wootonii Cockerell ex De Vries[10]
- Thelypodiopsis wootonii (B.L.Rob.) Rollins[11]
- Caesalpinia wootonii (Britton) Eifert[12]
- Carex wootonii Mack.[13]
- Euphorbia wootonii Oudejans[14]
- Philadelphus wootonii S.Y.Hu[15]
- Abronia wootonii (Standl.) Tidestr.[16]
- Eriogonum wootonii (Reveal) Reveal[17]
- Crataegus wootoniana Eggl.[18]